# 蓬特韋德拉 (布宜諾斯艾利斯省)

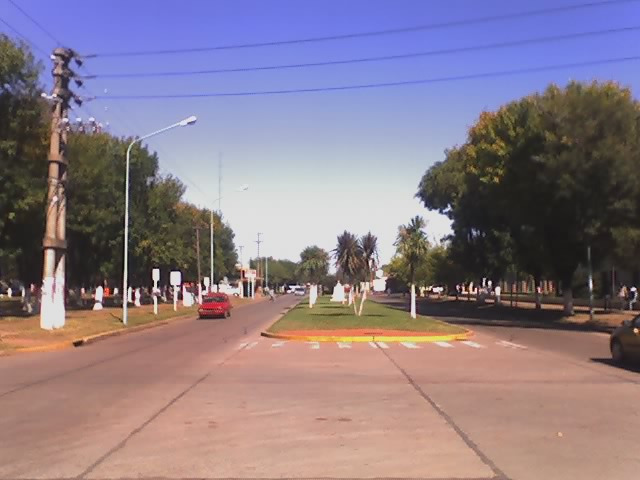

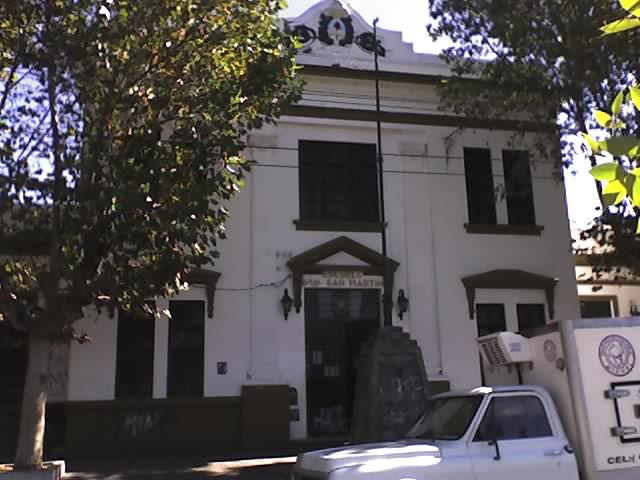

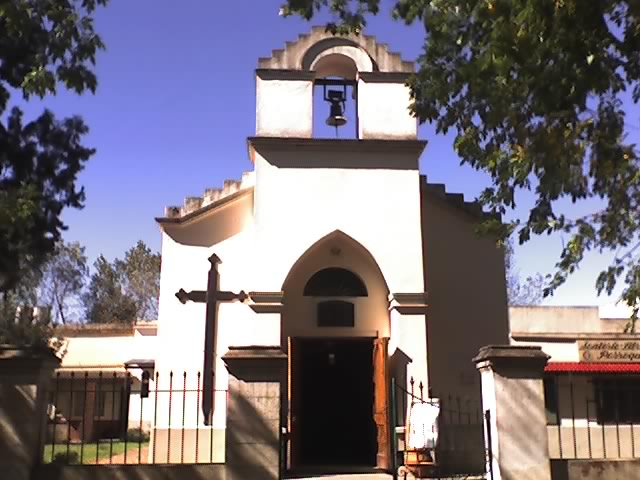

蓬特韋德拉是阿根廷的城鎮，位於該國東北部，由布宜諾斯艾利斯省負責管轄，始建於1871年，面積39.1平方公里，海拔高度17米，2001年人口33,515。

## 外部連結
- （西班牙文） City of Pontevedra

34°45′00″S 58°42′04″W / 34.75000°S 58.70111°W